# ماثيو وايت (لاعب دوري الرغبي)
ماثيو وايت (بالإنجليزية: Matthew White)‏ هو لاعب دوري الرغبي أسترالي، ولد في 17 مايو 1984 في آرمدال في أستراليا.